# Ecco2K
Zak Arogundade Gaterud (23 oktober 1994), bekend als Ecco2k, is een Brits-Zweedse artiest, model, ontwerper en oprichtend lid van rapcollectief Drain Gang. Ecco2k begon in 2012 muziek te maken onder zijn huidige alias. Ecco2k beperkt zich niet tot alleen artiest zijn; hij staat ook bekend om het produceren en regisseren van muziekvideo’s van Drain Gang. Hij heeft zijn eigen productlijn g'LOSS.

## Carrière
Zak is al sinds jonge leeftijd bezig met muziek. In 2004, richtte hij samen met Bladee een punkband op genaamd Krossad. In 2011 ontmoetten zij samen Whitearmor. Niet veel later werd samen met Thaiboy Digital, Smög Boys opgericht. In 2013 werd het huidige collectief Drain Gang gevormd onder de naam GTBSG (Gravity Boys Shield Gang). Op 12 Augustus, 2013 horen we het muzikaal rapdebuut van Ecco2K in de GTBSG Compilation.
Doorheen de jaren maakt Zak verschillende ep's en neemt hij deel aan andere projecten. Het eerste soloalbum van Ecco2K genaamd E, wordt op 27 november 2019 gelanceerd.
Ecco2K richtte in 2014 zijn eigen merk uit, genaamd G'Loss, wat staat voor 'Gain and Loss'. Het merk is gewild onder de fans vanwege de zeer beperkte oplages van producten. De merchandise weerspiegelt en benadrukt zijn unieke esthetiek en artistieke veelzijdigheid.
Zak heeft onder andere gemodelleerd voor de modeontwerper Marc Jacobs, waarbij hij deelnam aan een campagne in 2023 samen met het supermodel Bella Hadid. Daarnaast was hij ook te zien als model voor de 2024 herfst- en wintercollectie van Acne Studios.

## Muziekstijl
Net als andere leden van Drain Gang is Arogundade een autodidactische muzikant. Ecco's muziek is een mix van experimentele elektronische muziek, hip pop en cloud rap, met vaak unieke zang en productie die anders zijn dan gebruikelijk in deze genres. In zijn muziek en visuele werk richt Arogundade zich op emoties en zelfontdekking, weergegeven in een industriële en technologische stijl.

## Discografie

### Solo Albums
- E (2019)

### Solo ep's
- Crush Resist (2015)
- PXE (2021)

### Collaboratieve Albums
- Crest (2022) (met Bladee)

### Collaboratieve Mixtapes
- GTBSG Compilation (2013) (met Thaiboy Digital, Bladee, Yung Lean, Black Kray, Whitearmor, Yung Sherman)
- D&G (2017) (met Drain Gang)
- Trash Island (2019) (met Drain Gang)

- International Standard Name Identifier: 0000 0004 6562 7381
- MusicBrainz: 66ab36ce-8f58-46fb-9284-396c2c90ecbd